# Араукарія
Араука́рія (Araucaria) — рід хвойних дерев родини араукарієвих Araucariaceae. Рід налічує приблизно 20 видів, що зростають у Південній Америці й Австралазії.

## Опис
Високі вічнозелені хвойні дерева з кільчасто розташованими гілками і плоскою хвоєю. Шишки кулясті, великі; насіння більшості видів їстівне.

## Поширення
Вони розповсюдженні в Новій Каледонії (до якої ендемічні 13 видів), о. Норфолк, східній Австралії, Новій Гвінеї, Аргентині, Чилі і південній Бразилії.
На Кримському та Кавказькому узбережжях Чорного моря вирощують 2 види: Araucaria imbricata та Araucaria angustifolia.

## Види
1. Araucaria angustifolia (араукарія бразильська)
2. Araucaria araucana (араукарія чилійська) типовий
3. Araucaria bernieri
4. Araucaria bidwillii (араукарія Бідвілла)
5. Araucaria biramulata
6. Araucaria columnaris
7. Araucaria cunninghamii
8. Araucaria goroensis
9. Araucaria heterophylla
10. Araucaria humboldtensis
11. Araucaria hunsteinii
12. Araucaria laubenfelsii
13. Araucaria luxurians
14. Araucaria montana
15. Araucaria muelleri
16. Araucaria nemorosa
17. Araucaria rulei
18. Araucaria schmidii
19. Araucaria scopulorum
20. Araucaria subulata

## Галерея

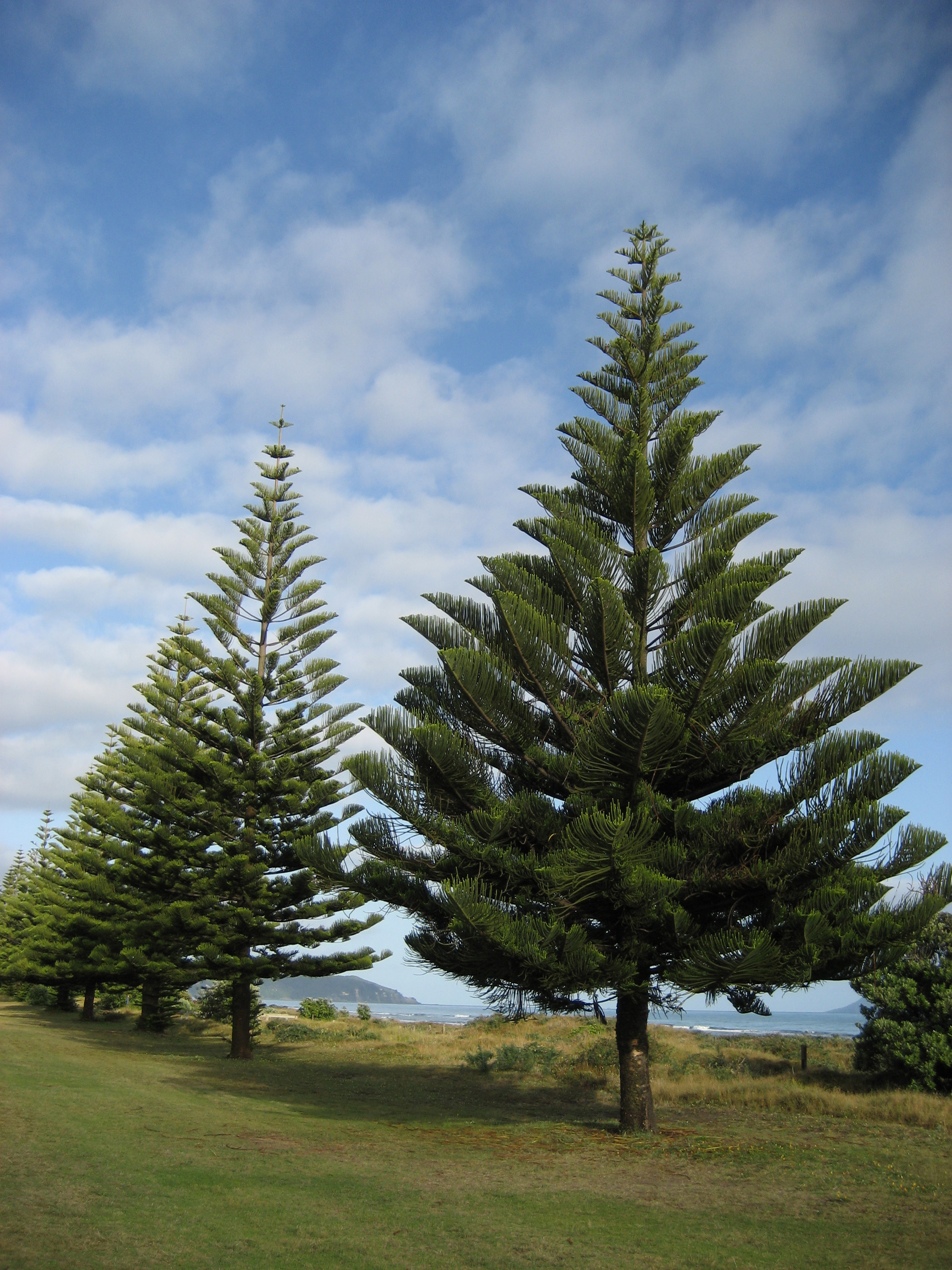
Араукарія різнолиста
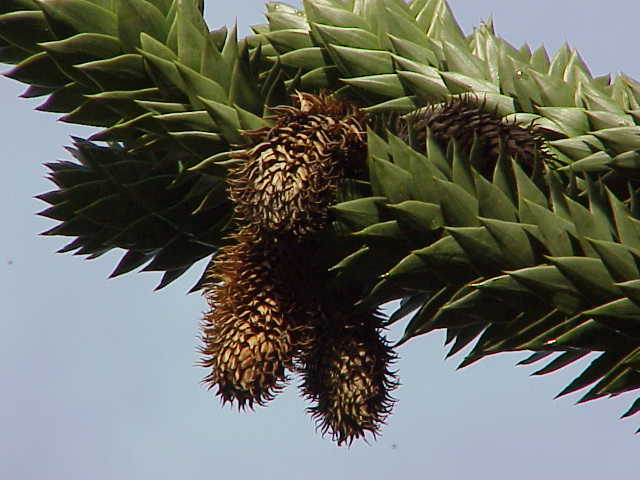
Чоловіча шишка чилійської араукарії
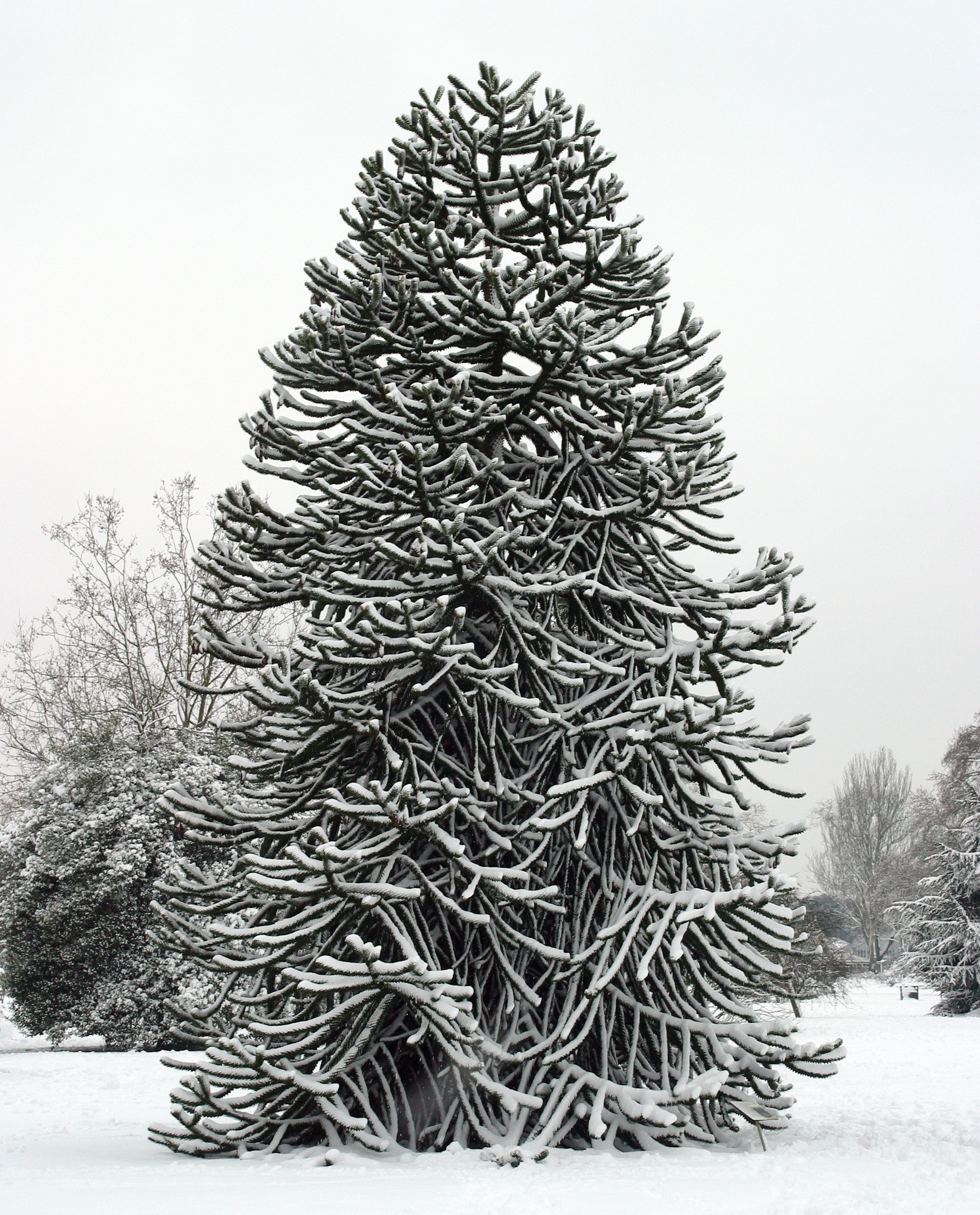
Молода араукарія чилійська взимку